# Гёулар
Гёулар (норв. Gaular) — коммуна в губернии Согн-ог-Фьюране в Норвегии. Административный центр коммуны — город Санне. Официальный язык коммуны — нюнорск. Население коммуны на 2007 год составляло 2748 чел. Площадь коммуны Гёулар — 581,97 км², код-идентификатор — 1430.

## История населения коммуны
Население коммуны за последние 60 лет.

Статистика коммуны Гёулар